# Asmir Suljić
Asmir Suljić (Srebrenica, 11 settembre 1991) è un calciatore bosniaco, centrocampista dello Szeged 2011.

## Palmarès

### Club

#### Competizioni nazionali
- Coppa d'Ungheria: 1

Újpest: 2013-2014
- Supercoppa d'Ungheria: 1

Újpest: 2014
- Campionato ungherese: 1

Videoton: 2017-2018